# 西式健康法
西式健康法（にししきけんこほう）は西勝造が1927年に創始した健康法。西医学、西式強健術、テトラパシーとも呼ばれる。部分しか見ない現代医学を批判し、宗教医学一体論を唱える総合的な健康法である。

## 概要
西勝造は16歳の時、医師に「20歳まで生きられないかもしれない」と宣告され、現代医学に見放されたと感じ、この時より現代医学の指導に疑問を持つようになる。西の病状は下痢と風邪とが交互にほとんど年中絶える間がなく起こり、体は極度に衰弱したが、医者の言う通りを実行しても好転しないばかりか、さらに悪化した。この時、西は現在医学に強い疑問を感じ、いっそ、医師の言う逆を行ってみることにした。
西は慢性下痢を患っていたが、医師からは生水を飲んではいけない、番茶か湯冷ましでなければいけないといわれていたが、あえて生水を飲んだ。すると、間もなく腸の具合がよくなり下痢が止まり、正常の排便となった。下痢がよくなると風邪をひくことも減った。さらに、風邪を引いた際には寒気から始まるため、余計に着込んだり布団をかぶって寝ていたがこれをやめた。すると悪寒がするが着物を脱ぎ震えていると、やがて熱が出るのだが、この際は冷やさず逆に布団をかぶって暖まり寝ているとやがて苦しくなり大汗をかく。のどが渇き水を飲みミカンが食べたい、塩分が欲しいという気持ちが起こる。そうすると、今までは引いてもなかなか治らなかった風邪が簡単に治ってしまった。こうして現代医学の方針と180度反対の療養を続けて、2-3年するうちに心身ともに復調し24歳となっていた。この自己流の療法に西は大変自信を持った。
しかし、果たしてこの自己流の療養法が普遍妥当なものかどうかを立証するために、科学的・文献的に裏付けを取ろうとした。病弱であった西が急速な回復を見せたため、同様の症状を持つ人たちから相談を持ち掛けられるようになったが、西は自分の方法を説明し勧めたところ、ほとんどが例外なく治っていった。これにより西は自分の方法が普遍的であると自信を持つ。その後、健康法や治療法に強い興味を持つようになり、よいといわれることはすべて実行してみた。特にアプトン・シンクレアの断食療法は、西に無上の興味を喚起させ、それを記した本（The Fasting Cure）を何百回も読み、実行し効果を体験した。しかし、そこに欠点もあると感じ、自身の体験を通して日本人に適する断食法を完成させ、これを「西式断食療法」として発表する。

## 四大原則
- 栄養
生野菜食を中心に摂取し、暖衣飽食を退ける。断食、生食療法などが含まれる。
- 四肢
仰臥の姿勢で足のゆがみ（モールトン病・ソーレル病）を上下運動と扇形運動で修正する。血液循環とグローミュの再生治療を目的とする。六大法則の毛管運動を実行する。
- 皮膚
皮膚及び内臓の排毒作用を高める。温冷浴や裸療法が含まれる。
- 精神
他の三原則を統括する中心原則。自己暗示「良・能・善」を唱えながら、左右揺振（背腹）運動を行う。合掌四十分行、弛緩態勢四十分行などが含まれる。

四大原則を正三角四面体（三角錐）の頂点に置くことから、テトラパシーとも呼ばれる。

## 六大法則
- 平床寝台
- 硬枕利用
- 金魚運動
- 毛管運動
- 合掌合蹠運動
- 背腹運動

## 著名な実践者
- 宮嶋弘[2]（1905年1月21日 - 1963年7月14日[3]） - 生水や断食療法を信奉し、近代医学・栄養学を否定して西式健康法を徹底実践した立命館大学教授。その死は国崎望久太郎により「緩慢な自殺のように思えた」と記された。